# Valkenedy da Silva Nascimento
Valkenedy da Silva Nascimento, známý také jako Valkenedy (* 13. června 1993), je brazilský fotbalový záložník, od začátku sezóny 2014/15 hostuje v portugalském klubu Paços de Ferreira z brazilského celku AA Santa Rita.